# Klaniczay Gábor
Klaniczay Gábor (Budapest, 1950. július 18. –) magyar történész, a Közép-európai Egyetem (CEU) Középkortudományi Tanszékének (Department of Medieval Studies) tanszékvezető professzora, az ELTE BTK Történeti Intézet Középkori Történeti Tanszékén címzetes egyetemi tanár, az American Academy of Arts and Sciences tagja.
Apja Klaniczay Tibor (1923–1992) irodalomtörténész.

## Életpályája
Az Eötvös Loránd Tudományegyetemen 1974-ben szerzett diplomát történelem-angol szakon. 1974–1978 között szerkesztő volt a Világosság című folyóiratnál. 1978–1984 között tudományos segédmunkatárs az MTA Történettudományi Intézetében. 1979 és 1984 között divatszociológiát tanít az Iparművészeti Főiskolán. 1984-től adjunktus, majd (1990-től) docens, 1992 és 1995 között tanszékvezető az ELTE BTK Középkori Egyetemes Történeti tanszékén. 1989-1993 között alapító főszerkesztője a Budapesti Könyvszemle / BUKSZ folyóiratnak, azóta is tagja a szerkesztőbizottságnak. 1990–1991-ben Fellow a Wissenschaftskolleg zu Berlinben, 1992-ben a Getty Center for Arts and Humanities, Santa Monica ösztöndíjasa. 1992-ben megalapítja a Department of Medieval Studies-t a Közép-európai Egyetemen (CEU), itt tanszékvezető 1997-ig, majd 2005-2007, és 2019-21. 1997–2002 között a Collegium Budapest – Institute for Advanced Study rektora, ugyanitt Permanent Fellow 2011-ig. 2001: habilitáció – ELTE BTK. 2003–4: Fellow Center for Advanced Studies in the Behavioral Sciences, Stanford. 2004: University Professor, Közép-európai Egyetem (CEU). 2005 – MTA doktora. 2011-2012 Fellow, Institut d'Études Avancées, Paris.

## Kutatási területe
Kutatási területei közé tartozik a középkori vallástörténet (koldulórendek, szentek, stigmatizáltak, eretnekek), a boszorkányüldözések története, a történeti antropológia, a középkor modern kultusza és az 1970-es és 1980-as évek ellenkultúrája.
2025 áprilisában ő volt az egyik kurátora a CEU Arany János utcai kiállítótermében megrendezett A múlt, ahogyan parancsolja című, a magyar és az orosz emlékezetpolitikát összehasonlító kiállításnak.

## Fontosabb művei
- A civilizáció peremén. Kultúrtörténeti tanulmányok, Budapest, Magvető, 1990
- The Uses of Supernatural Power. The Transformations of the Popular Religion in Medieval and Early Modern Europe, Polity Press, Cambridge – Princeton University Press, Princeton, 1990
- (Klaniczay Tibor társszerzőjeként) Szent Margit legendái és stigmái. Irodalomtörténeti Füzetek, 135, Argumentum, Budapest, 1990
- Az uralkodók szentsége a középkorban. Magyar dinasztikus szentkultuszok és európai modellek. Balassi Kiadó, Budapest, 2000
- Holy Rulers and Blessed Princesses. Dynastic Cults in Medieval Central Europe, Cambridge University Press, Cambridge, 2002
- Ellenkultúra a hetvenes-nyolcvanas években. Noran Kiadó, Budapest, 2003
- (szerk.) Európa ezer éve: a középkor. Osiris Kiadó, Budapest, 2004
- (szerk.) Procès de canonisation au Moyen Âge. Aspects juridiques et religieux – Medieval Canonization Processes. Legal and Religious Aspects. École française de Rome, Róma, 2004
- (ed., with Éva Pócs) Communicating with the Spirits. Demons, Spirits, Witches I, CEU Press, Budapest, 2005
- (ed., with Éva Pócs) Christian Demonology and Popular Mythology. Demons, Spirits, Witches II, CEU Press, Budapest, 2006
- (ed., with Éva Pócs) Witchcraft Mythologies and Persecutions. Demons, Spirits, Witches III, CEU Press, Budapest, 2008, p. 351.
- (ed. with William A. Christian Jr.) The "Vision Thing". Studying Divine Intervention, Collegium Budapest Workshop Series 18, Collegium Budapest, Budapest, 2009
- (ed., with Michael Werner and Ottó Gecser) Multiple Antiquities – Multiple Modernities. Ancient Histories in Nineteenth Century European Cultures, Campus Verlag, Frankfurt – New York, 2011
- (ed.) Vitae Sanctorum Aetatis Conversionis Europae Centralis (Saec. X-XI). Saints of the Christianization Age of Central Europe (Tenth-Eleventh Centuries), CEU Press, Budapest, 2013
- (ed., with Patrick Geary) Manufacturing the Middle Ages. Entangled History of Medievalism in Nineteenth-Century Europe, Brill, Leiden, 2013
- (ed., with György Karsai, David Movrin and Elżbieta Olechowska) Classics and Communism: Greek and Latin Classics behind the Iron Curtain, University of Ljubljana, Budapest, Ljubljana, Warsaw, 2013
- (szerk., Pócs Évával) Boszorkányok, varázslók és démonok Közép-Kelet-Európában; Balassi, Budapest, 2014
- (ed., with Éva Pócs) Witchcraft and Demonology in Hungary and Transylvania, Palgrave – Macmillan, London – New York, 2017
- (ed,. with Ildikó Csepregi and Bence Péterfi) Legenda Vetus, Acta Processus Canonizationis et Miracula Sanctae Margaritae de Hungaria – The Oldest Legend, Acts of the Canonization Process and Miracles of Saint Margaret of Hungary, CEU Press, Budapest, 2018
- Santità, miracoli, osservanze. L’Ungheria nel contesto europeo. Centro Italiano di Studi sull’Alto Medioevo, Spoleto, 2019
- (ed., with Pavlína Rychterová, Pawel Kras and Walter Pohl) Times of Upheaval. Four Medievalists in Twentieth-Century Central Europe. Conversations with Jerzy Kłoczowski, János M. Bak, František Šmahel and Herwig Wolfram. CEU Press, Budapest – New York, 2019
- A boszorkányüldözés története; Balassi, Budapest, 2022 (Vallásantropológiai tanulmányok)

## Díjak, kitüntetések
- 2006 – a Mindentudás Egyeteme előadója
- 2007 – a Fővárosi Önkormányzat Budapestért díja
- 2008 – magyar előadó a 27 leçons d'histoire européenne par 27 des plus grands historiens de l'Union Européenne, c. sorozatban, amit a francia EU elnökség idején rendeztek Párizsban
- 2013 – az MTA Művészettörténeti Bizottsága “Opus mirabile” díja a Lővei Pállal a műemlékvédelemről készített BUKSZ-beszélgetésért (2012 ősz-tél)
- 2014 – Membre correspondant étranger of the Académie des Inscriptions et Belles Lettres
- 2016 – International Prize for History ICHS (International Committee of Historical Sciences)[3]
- 2017 – CEU Award for Outstanding Research
- 2018 – Corresponding Fellow of the American Academy of Arts and Sciences
- 2019 – Corresponding Fellow of the Medieval Academy of America